# اسکلت صورت
جمجمه را به دو قسمت تقسیم می‌کنند: یک قسمت در ارتباط با مغز است کاسه مغز (جمجمه عصبی) نام دارد و آن قسمت که در ارتباط با صورت است اسکلت صورت نامیده می‌شود. نام‌های دیگری که به اسکلت صورت داده شده عبارت است از: جمجمه احشایی (انگلیسی: viscerocranium) و جمجمه اندرونه‌ای (splanchnocranium).
قسمت احشایی جمجمه، صورت را تشکیل می‌دهد و تنها قسمت متحرک آن فک پایینی است که به جویدن غذا کمک می‌کند. جمجمهٔ احشایی شامل استخوان‌های آرواره بالایی کام و گونه، دو استخوان بینی، دو استخوان اشکی، تیغهٔ بینی و آرواره پایینی است.
خط تقسیم بین قسمت عصبی جمجمه و قسمت احشایی از نزدیک قاعدهٔ بینی، لبهٔ بالایی حفرهٔ چشم و مجرای گوش خارجی رد می‌شود. جمجمهٔ عصبی و احشایی از استخوان‌های منحصر به فردی درست شده‌اند که به جز موارد معدودی با مفاصل استخوانی ثابت یا مفاصل غضروفی به هم متصل شده‌اند.

## نگارخانه

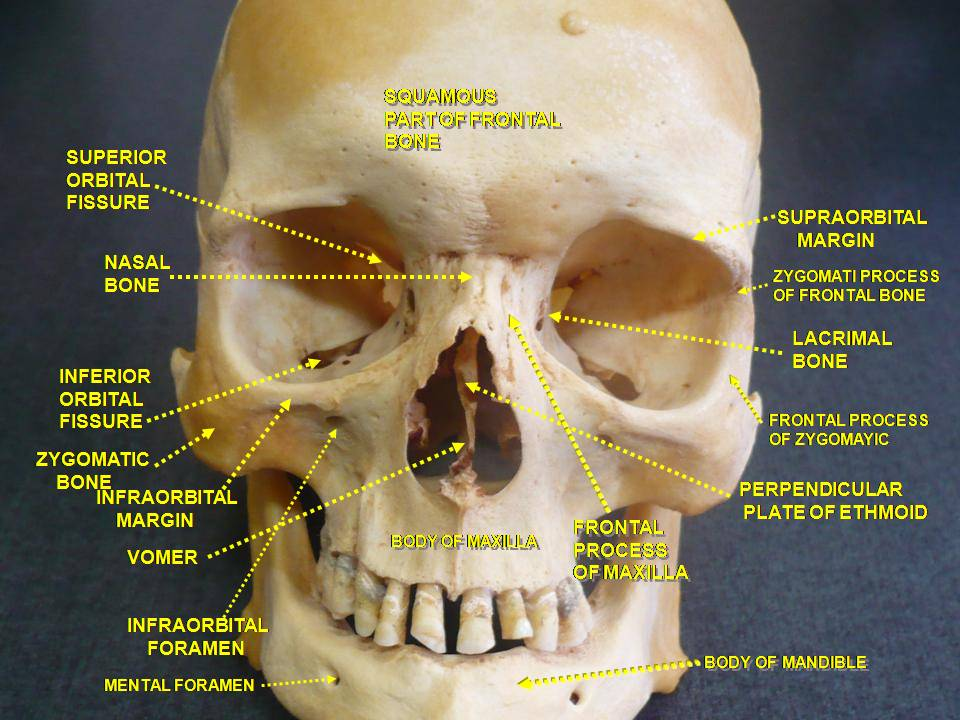
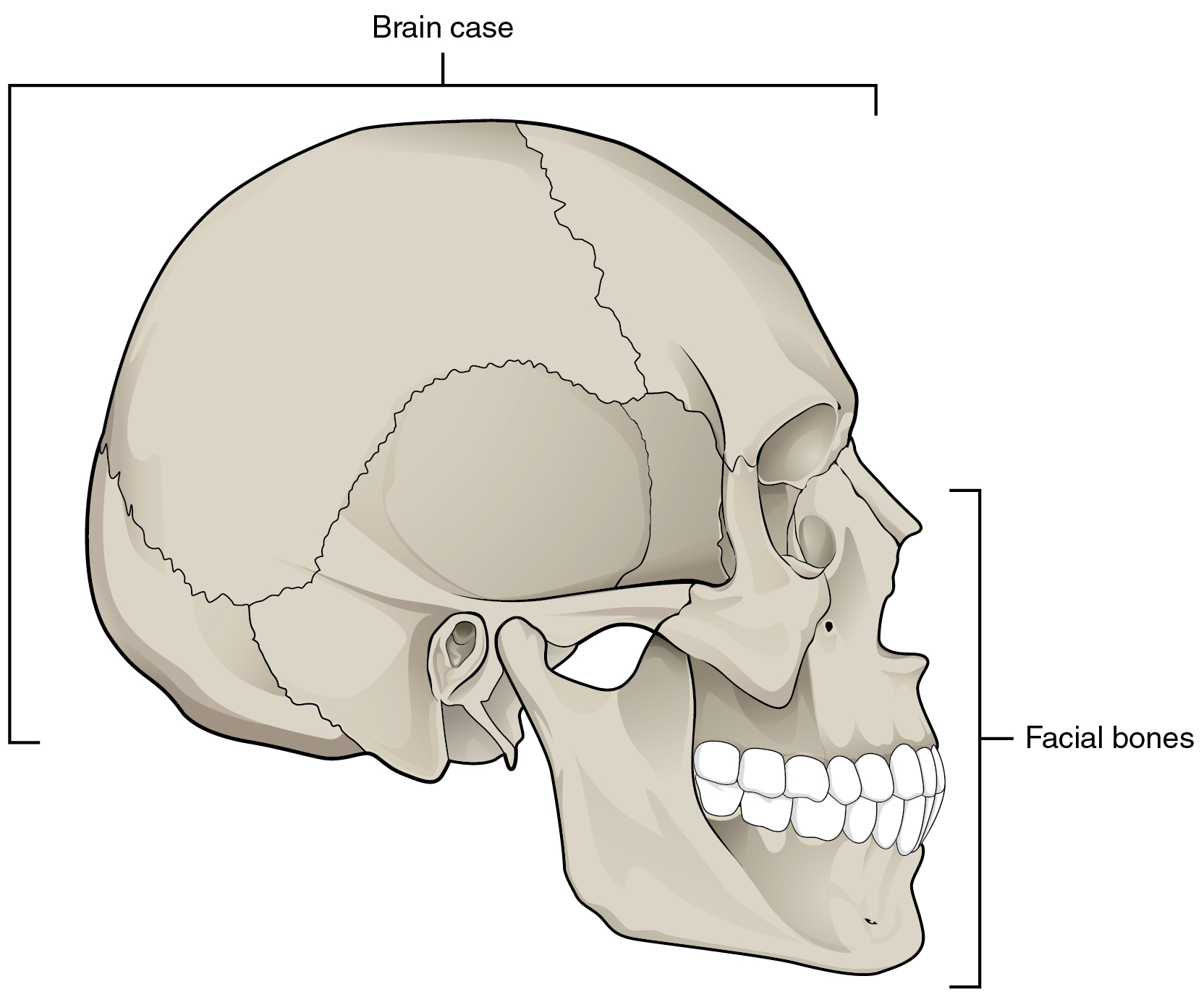